# Psylla betulaenanae
Psylla betulaenanae är en insektsart som beskrevs av Ossiannilsson 1970. Psylla betulaenanae ingår i släktet Psylla och familjen rundbladloppor. Arten är reproducerande i Sverige. Inga underarter finns listade i Catalogue of Life.